# Sepp Innerhofer
Sepp Innerhofer (* 13. April 1928 in Meran; † 16. Mai 2019 in Schenna) war das letzte noch lebende Gründungsmitglied des Befreiungsausschusses Südtirol (BAS). In der Nacht auf den 30. Jänner 1960 sprengte er zusammen mit Kurt Welser, Heinrich Klier, und Martl Koch ein besonders verhasstes Symbol faschistischer Herrschaft, das Reiterstandbild des „Duce“ vor dem Kraftwerk in Waidbruck. Nach den Anschlägen der Herz-Jesu-Nacht des Jahres 1961 auf Strommasten wurde er verhaftet und in der Carabinierikaserne in Eppan schwer gefoltert. Für seine Beteiligung an Anschlägen verbüßte er eine dreijährige Haftstrafe und ihm wurden bis ins Jahr 2000 die Bürgerrechte aberkannt.
Er lebte zuletzt als Obstbauer in Schenna und hielt bis ins hohe Alter im gesamten Tirol (vorwiegend in Südtirol) regelmäßig Vorträge über die geschichtlichen und politischen Hintergründe rund um die Italienisierung Südtirols und ging dabei auf die Geschehnisse im Zusammenhang mit der Feuernacht ein.